# Back in Love Again
«Back in Love Again» (español: «Volver a enamorarme otra vez») es el cuarto y último sencillo del álbum I Remember Yesterday de la cantante Donna Summer. La cantante combina su estilo disco con la música popular de la década de los 60. La canción es en realidad una reelaboración de la canción "Something's in the Wind", cara B del sencillo "Denver Dream", lanzado en los Países Bajos y Bélgica en 1974. La canción alcanzó el #29 en el UK Singles Chart.

## Sencillos
- UK 12" sencillo (1978) GTO GT 117[1]

1. «Back in Love Again»
2. «Try Me, I Know We Can Make It»
3. «Wasted»

- UK 7" sencillo (1978) GTO GT 117[2]

1. «Back in Love Again»
2. «Try Me, I Know We Can Make It»
3. «Wasted»

- GER 7" sencillo (1978) Atlantic ATL 11 138[3]

1. «Back in Love Again» - 3:54
2. «A Man Like You» - 3:34

## Posicionamiento
| Lista/País (1978) | Posición más alta | Período   |
| ----------------- | ----------------- | --------- |
| UK Singles Chart  | 29                | 7 semanas |